# Argyropelecus lychnus
Argyropelecus lychnus är en fiskart som beskrevs av Garman, 1899. Argyropelecus lychnus ingår i släktet Argyropelecus och familjen pärlemorfiskar. Inga underarter finns listade i Catalogue of Life.